# 후쿠다 겐스케
후쿠다 겐스케(일본어: 福田 健介, 1984년 7월 24일 ~ )는 일본의 전 축구 선수이다.

## 구단 경력
그는 2007년부터 2019년까지 J리그의 도쿄 베르디, 방포레 고후, V-파렌 나가사키, 도치기 SC에서 활동하였다.